# CosMc’s
CosMc’s (ausgesprochen „Cosmics“) ist eine noch existierende US-amerikanische Schnellrestaurantkette und ein Konzept-Ableger von McDonald’s. Die Marke konzentrierte sich auf Spezialgetränke wie Kaffeevariationen, Eistee und Slushes sowie kleinere Snacks und Backwaren. Die erste Filiale wurde am 7. Dezember 2023 im Vorort Bolingbrook von Chicago eröffnet. Insgesamt waren bis 2024 zehn Standorte geplant, davon neun im Bundesstaat Texas.

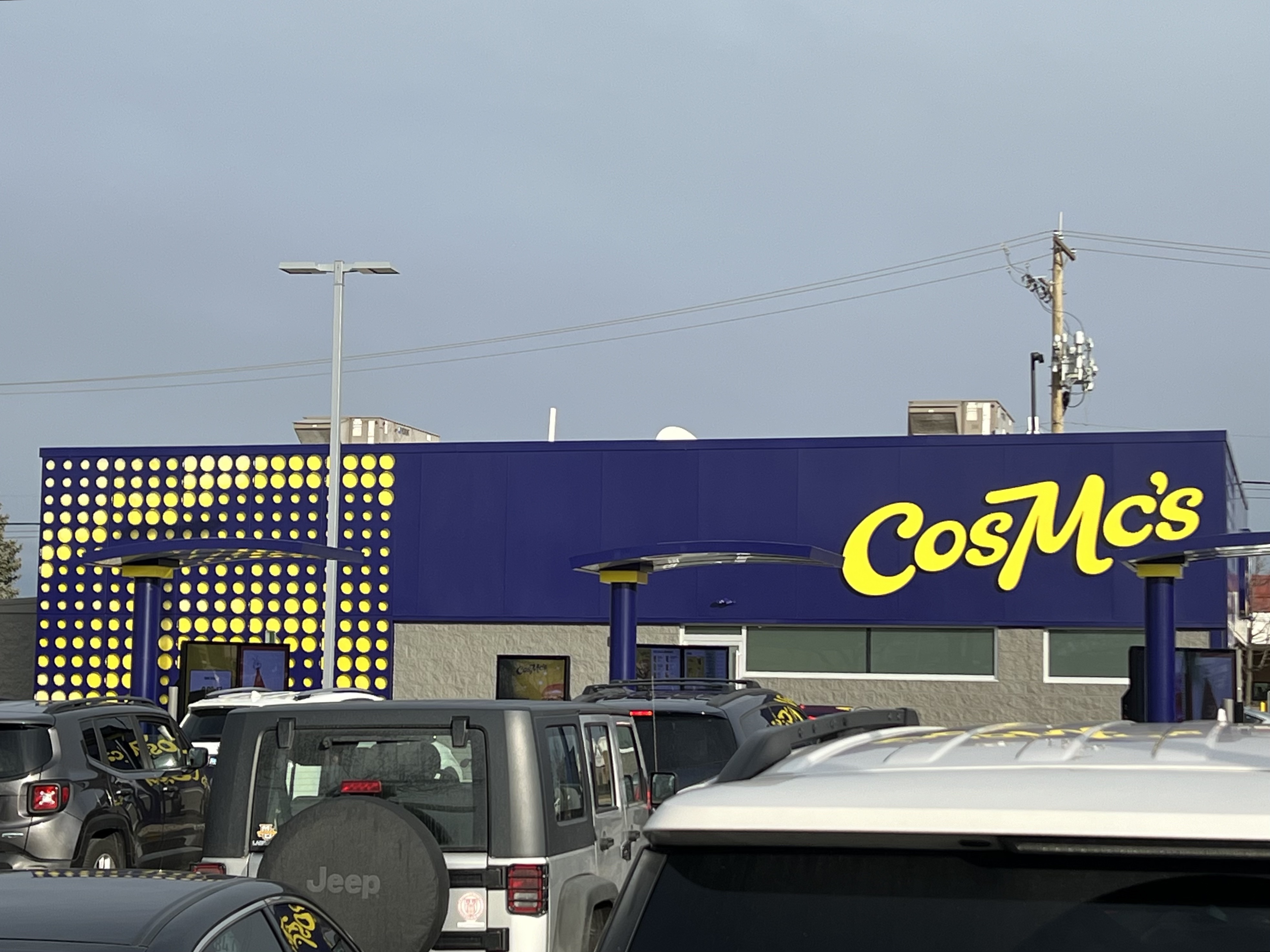
CosMc's Bolingbrook

## Hintergrund
Der Name „CosMc“ stammt von einer Werbefigur aus dem McDonaldland-Universum, die zwischen 1986 und 1992 in TV-Spots auftauchte. CosMc war ein außerirdisches Wesen, das McDonald’s-Produkte „verzehrte“ und in einem Mix aus Roboterlauten und Sprache kommunizierte.
Im Jahr 2023 nahm McDonald’s verstärkt Bezug auf seine klassischen Maskottchen. Die sogenannte „Grimace Birthday Meal“ wurde in den sozialen Medien viral, was auch zur Idee für CosMc’s beitrug.

## Markteinführung
Die neue Marke wurde offiziell im Juli 2023 angekündigt, der erste Standort eröffnete am 7. Dezember 2023 in Bolingbrook, Illinois. Dabei handelte es sich um ein reines Drive-thru-Restaurant. Die Eröffnung sorgte für großes Medieninteresse und lange Autoschlangen.
Die Kette wurde von manchen Medien als „McDonald’s Antwort auf Starbucks“ bezeichnet. Bereits im ersten Monat nach der Eröffnung lag der Kundenverkehr beim Pilotstandort laut Daten von Placer.ai mehr als doppelt so hoch wie bei einer typischen McDonald’s-Filiale, besonders beliebt war das Konzept bei der Altersgruppe 22–29 Jahre.

## Schließung
Im Jahr 2025 wurde bekannt, dass das CosMc’s-Konzept nicht weitergeführt wird. Im Juni 2025 wurde die Marke eingestellt.